# Litkeöarna

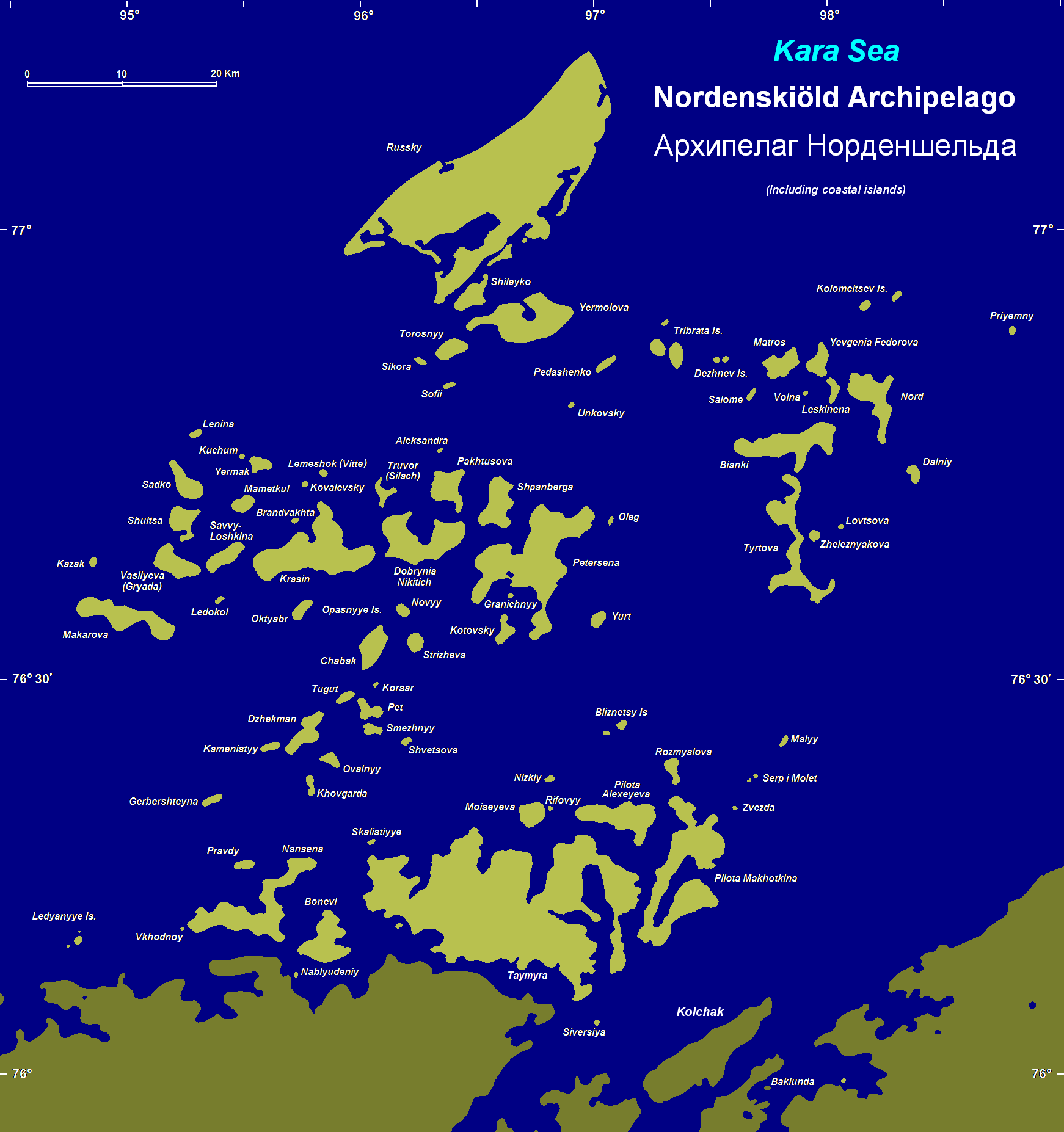
Nordenskiöldöarna

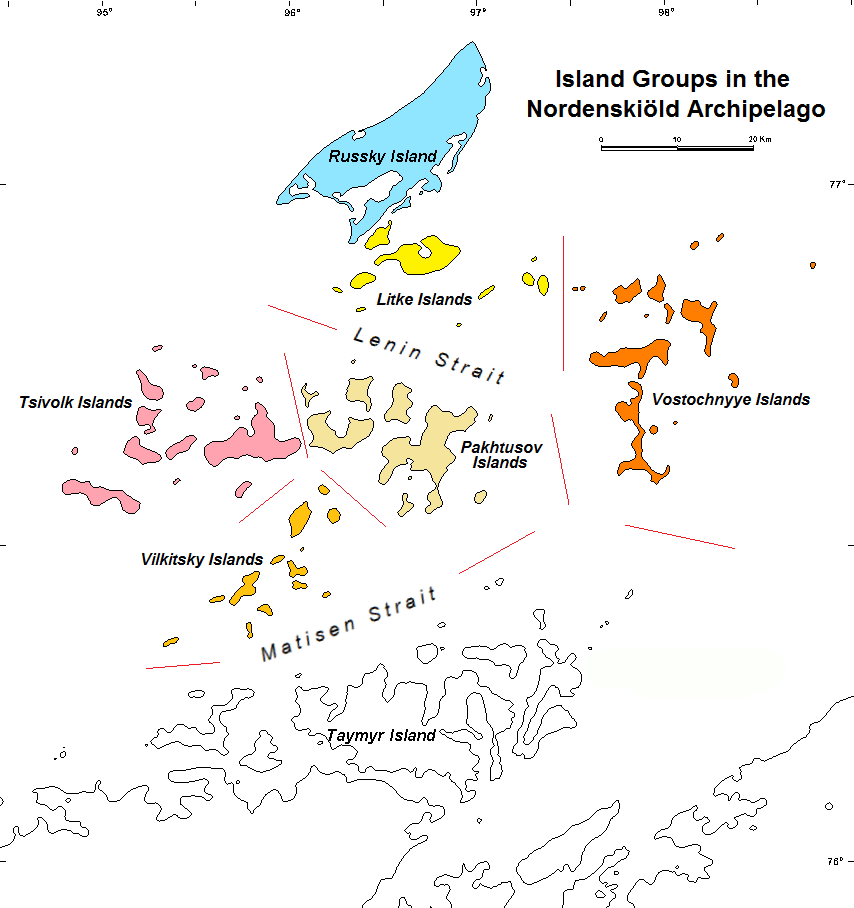
Områdeskarta

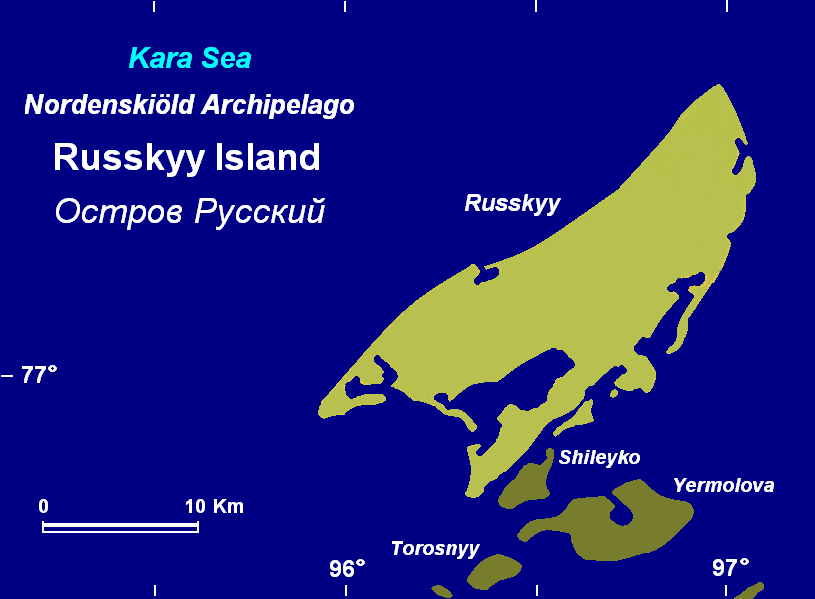
Områdeskarta

Litkeöarna (ryska: острова Литке, Ostrova Litke) är en ögrupp bland Nordenskiöldöarna i Norra ishavet.

## Geografi
Litkeöarna ligger cirka 3 300 km nordöst om Moskva utanför Sibiriens nordöstra kust vid Tajmyrhalvön i Karahavet och cirka 200 km söder om Severnaja Zemlja.
Litkeöarna utgör den norra ögruppen av arkipelagen. De obebodda öarna är av vulkaniskt ursprung och ögruppen omfattar cirka 13 öar av varierande storlekar. Öarnas vegetation består av småträd och låga växter då den ligger inom tundran. Den högsta höjden är på cirka 42 m ö.h. och finns på Torosnyjön.
De största öarna är:
- Jermolovön (остров Ермолова, Ostrov Jermolova) i den södra delen

- Sjilejkoön (остров Шилейко, Ostrov Sjilejko) söder om Russkijön

- Torosnyjön (остров Торосный, Ostrov Torosnyj) i den södra delen

- Pedasjenkoön (остров Педашенко, Ostrov Pedasjenko) i den västra delen

- Sikorön (остров Сикора, Ostrov Sikora) i den södra delen

Förvaltningsmässigt ingår området i den ryska provinsen Krasnojarsk kraj.

## Historia
Litkeöarna namngavs efter den ryske polarforskaren Fjodor Litke.
Nordenskiöldöarna upptäcktes 1740 av ryske sjöofficerarna Nikifor Tjekin och Semjon Tjeljuskin under en stor forskningsexpedition åren 1733 till 1743 genom den östra delen av sibiriska ishavskusten under Vitus Bering.
I september 1878 seglade svenske Adolf Erik Nordenskiöld igenom området under Vegaexpeditionen med fartyget Vega.
1893 utforskades öarna lite av norske Fridtjof Nansen under dennes expedition i området med fartyget Fram.
1900 utforskades och kartlades området av ryske Fjodor Andrejevitj Matisen under den stora Ryska polarexpeditionen i ledning av balttyske upptäcktsresande Eduard Toll och Alexander Bunge med fartyget Zarja.
Under 1900-talet genomfördes även flera forskningsresor med hjälp av isbrytare i området.
Den 11 maj 1993 inrättades det 41 692 km² stora naturreservatet Bolsjoj Arktitjeskij gosudarstvennyj prirodnyj zapovednik (Stora arktiska naturreservatet) där hela Nordenskiöldöarna ingår.